# ويليام هربرت برايس
ويليام هربرت برايس هو سياسي كندي، ولد في 25 مايو 1877 بأوين ساوند في كندا، وتوفي في 21 ديسمبر 1963 بتورونتو في كندا. حزبياً، نشط في حزب أونتاريو المحافظ التقدمي. وقد انتخب عضو برلمان مقاطعة أونتاريو.